# Libio José Martínez
Libio José Martínez Estrada (Ospina, Nariño, 6 de julio de 1976-Caquetá, 26 de noviembre de 2011) fue un militar colombiano, con el rango de Sargento Viceprimero del Ejército Nacional de Colombia. Fue secuestrado por la guerrilla de las Fuerzas Armadas Revolucionarias de Colombia - Ejército del Pueblo (FARC-EP) tras la Toma a la base militar de Patascoy (entre Nariño y Putumayo) el 21 de diciembre de 1997. Martínez fue secuestrado junto a varios militares, la mayoría liberados el 26 de junio de 2001. El cabo fue hasta su muerte en 2011 la persona que más tiempo había mantenido las FARC-EP en su poder.

## Biografía
Nació en el matrimonio de José Fidencio Martínez y Libia Esperanza Estrada, dos humildes campesinos que trabajan una parcela en el municipio de Ospina, en la ex provincia de Túquerres, donde viven con sus hermanos, Carmen y José Luis. Martínez estudió en el Colegio Francisco de Paula Santander. Tras graduarse, en 1996 se enlistó en el Ejército Nacional de Colombia, pero regresaba a la casa con frecuencia porque tenía novia en Pasto. Cuando las FARC-EP atacaron el cerro de Patascoy y lo secuestraron, su compañera Claudia Tulcán tenía tres meses de embarazo de su hijo Johan Steven Martínez.

### Mediación por su libertad
El profesor Gustavo Moncayo, padre de su compañero Pablo Emilio Moncayo conmemoró los 10 años de secuestro de su hijo y de Martínez en Venezuela con un acto religioso en San Cristóbal, Venezuela y en el cerro de Patascoy en Nariño. El llamado Caminante por la paz, caminó encadenado como protesta contra el secuestro de su hijo y la negativa del gobierno a ceder ante el llamado acuerdo humanitario.

## Muerte
Durante una operación militar llevada a cabo por el Ejército Nacional en la zona donde se encontraban los secuestrados, son ultimados por sus captores con tiro de gracia cuatro miembros de la fuerza pública, entre ellos Martínez, que permanecían secuestrados por las FARC-EP en Caquetá. El presidente Juan Manuel Santos repudió el hecho y culpó como únicos responsables del crimen a las FARC-EP.

## Homenajes
En el Museo Militar se encuentra la Sala de la Memoria y la Dignidad, SP. Libio José Martínez Estrada. En el Parque Bolívar de Pasto se encuentra un monumento de homenaje a las víctimas militares durante el Conflicto armado interno de Colombia.